# 派尚·阿豐索
派尚·阿豐索（Paixão Afonso，1991年1月2日—）是一名安哥拉帆船運動員，主攻男子雙人小艇470型項目。主要搭檔為馬蒂亞斯·蒙提諾。

## 外部連結
- ISAF （页面存档备份，存于）